# استیون گرین
استفان گرین (انگلیسی: Stephen L. Green؛ زادهٔ ۲۸ ژانویهٔ ۱۹۳۸) کارآفرین اهل ایالات متحده آمریکا است، که در سال ۱۹۹۷ شرکت اس‌ال گرین را تأسیس کرد.